# جان مولر
جان مولر (انگلیسی: John Møller؛ ۹ ژانویه ۱۸۶۶ – ۱۵ ژانویه ۱۹۳۵) ورزشکار ورزش تیراندازی اهل نروژ بود.
وی در مسابقات کشوری و بین‌المللی در مجموع برندهٔ ۱ مدال نقره شده‌است.